# Ann Christine Eek
Ann Christine Eek (* 5. října 1948 Falun) je švédská fotografka, která od roku 1979 žije v Norsku.

## Životopis
Eek je absolventka fotografické školy Nadace Kursverksamhetens ve Stockholmu a studovala historii umění, teorii současného umění na Univerzitě ve Stockholmu.
Přispívala fotografiemi do švédských a norských časopisů, včetně Aftenposten, Klassekampen, Fotografie a norského Fotografického věstníku. Ilustrovala několik knih a měla výstavy fotografií ve Švédsku a Norsku. Pracuje jako expert na fotografii v muzeu v rámci historických muzeí v Oslu. Eek je spojena s obrazovou agenturou Samfoto.
Eek hodně spolupracovala s antropologem Beritem Backerem na fotografickém projektu z Kosova. Spolu mimo jiné natočili film Vi bär inte slöja längre, který byl uveden v SVT (1977) a NRK (1978).

## Galerie

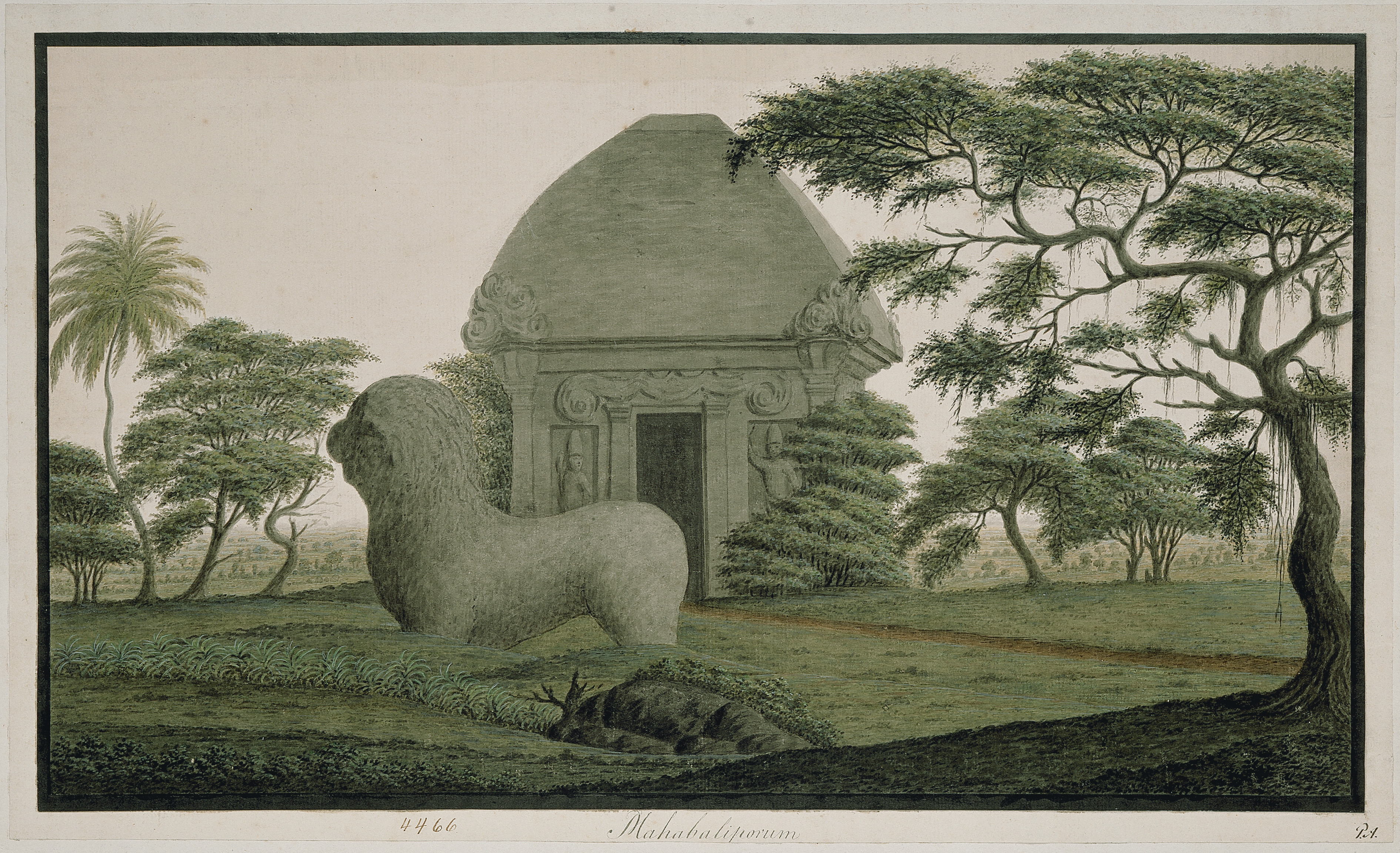
Starověký kamenný památník v Mahabalipuramu u Madras, Peter Anker (1744–1832), Muzeum kulturní historie
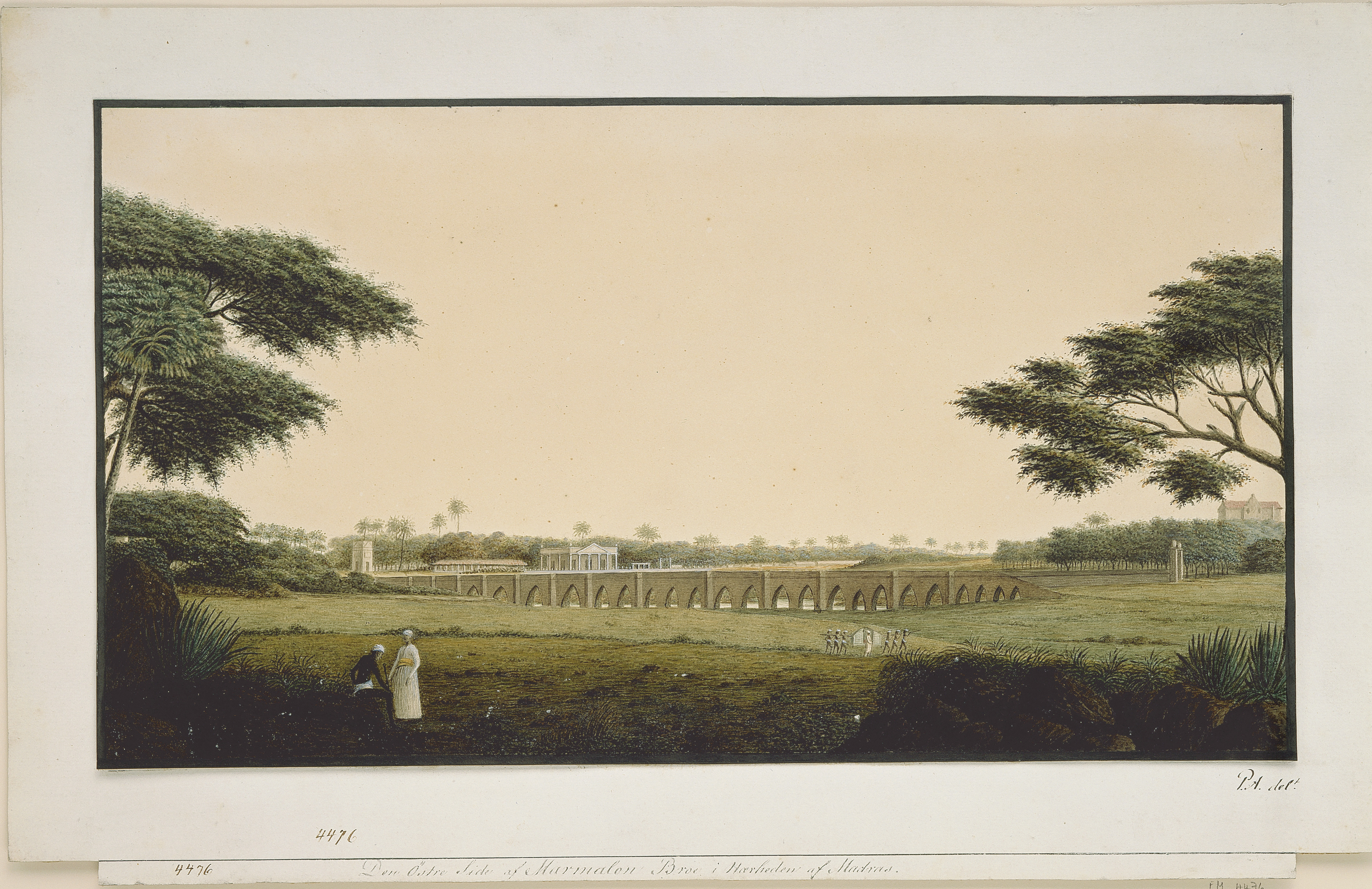
Východní strana mostu Marmalon, Peter Anker (1744–1832), Muzeum kulturní historie

## Výstavy
- 1975–1978 Arbeta – inte slita z sig. Fotogalleriet, Oslo, Norsko. Fotograficentrum, Stockholm. Malmö Konsthall. Kulturhuset, Stockholm.
- 1980 Fotografie. Dalarnas Museum.
- 1980 Minnesbilder. Galerie Camera Obscura, Stockholm.
- 1984 Krajiny 1967–1982. Fotograficentrum, Stockholm. Fotogalleriet, Lund.
- 1987 Ann Christine Eek. Preus Fotomuseum, Horten.
- 1988–1993 Mého dětství krajina. Zobrazeno v Moderna Museet, Stockholm, Bildmuseet Umeå, kulturní centrum, Ronneby, Švédsko, v Dánsku, v Galerii Současného umění, Oslo a Samfoto, Oslo, Norsko.
- 1993 Fotoaparát Natura. Hasselblad Center, Göteborg.
- 1999 byl jednou jeden městě jménem Isniq.... Kulturhuset, Trollhättan.
- 1999 Fotohuset, Göteborg, Švédsko.
- 2000 Stadsbiblioteket, Uddevalla.
- 2004 norské muzeum fotografie Preus Museum, Horten.